# Tordesillas
Tordesillas là một đô thị trong tỉnh Valladolid, Castile và León, Tây Ban Nha.
Cách thủ phủ tỉnh Valladolid về phía tây nam, có độ cao 702 mét trên mực nước biển. Dân số 9.172 năm 2011 (INE 2011). Dân số năm 2001 là 8.045 , 6.665 năm 1970, 5.838 năm 1960, và 5.029 năm 1950.